# Hermannomyia
Hermannomyia is een vliegengeslacht uit de familie van de roofvliegen (Asilidae).

## Soorten
- H. engeli (Hull, 1962)
- H. oldroydi Londt, 1981